# Copa Catalunya masculina de baloncesto 2019-20
La temporada 2019-20 de Copa Catalunya masculina de baloncesto es la vigésimo-primera temporada de la quinta liga española de baloncesto, la máxima a nivel catalán. Comenzó el 29 de septiembre de 2019 con la primera jornada de la temporada regular y finalizará el 31 de mayo de 2020 con los playoffs de promoción a la Liga Española de Baloncesto Oro.

## Formato
El campeonato se dividirá en tres fases, denominadas: Fase previa, Fase final y Playoff de permanencia.

### Fase previa
28 equipos se dividen en dos grupos. La primera jornada se jugó el 29 de septiembre de 2018. La fase previa se disputará por el sistema de liga a doble vuelta de todos contra todos en cada uno de dos grupos, denominados grupo 01 y grupo 02.

### Fase final
La Fase Final se jugará en sistema de play-off en un formato de dos partidos, con la excepción de la Final a Cuatro. La fase final la disputarán el 1º. 2º. 3º. y 4º. clasificados de cada uno de los grupos 01 y 02 de la fase previa y se jugará de acuerdo con el siguiente orden:
| Eliminatoria previa (ida y vuelta) | Eliminatoria previa (ida y vuelta) | Eliminatoria previa (ida y vuelta) |
| ---------------------------------- | ---------------------------------- | ---------------------------------- |
| A                                  | 4º Grupo 01                        | 1º Grupo 02                        |
| B                                  | 3º Grupo 01                        | 2º Grupo 02                        |
| C                                  | 3º Grupo 02                        | 2º Grupo 01                        |
| D                                  | 4º Grupo 02                        | 1º Grupo 01                        |
| FINAL A CUATRO                     |                                    |                                    |
| Semifinales                        |                                    |                                    |
| E                                  | Ganador B                          | Ganador D                          |
| F                                  | Ganador C                          | Ganador A                          |
| Finales                            |                                    |                                    |
| G                                  | Perdedor E                         | Perdedor F                         |
| H                                  | Ganador E                          | Ganador F                          |

### Playoff de permanencia
En los playoffs para evitar el descenso, los equipos que se enfrentan entre sí deben ganar dos partidos para ganar la serie. Los ganadores permanecen en la Copa Catalunya para la próxima temporada, los perdedores descienden al CC 1ª Categoría. El Playoff de permenencia la disputarán los equipos clasificados en los puestos 10º, 11º, 12º y 13º de cada uno de los dos grupos, por el sistema de Play-Off, de acuerdo con lo siguiente:
| Playoff de permanencia | Playoff de permanencia | Playoff de permanencia |
| ---------------------- | ---------------------- | ---------------------- |
| A                      | 10º Grupo 01           | 13º Grupo 02           |
| B                      | 11º Grupo 01           | 12º Grupo 01           |
| C                      | 11º Grupo 01           | 12º Grupo 02           |
| D                      | 10º Grupo 02           | 13º Grupo 01           |

El primero y los eventuales terceros partidos se jugarán en el terreno de juego del equipo llamado en primer lugar. El segundo partido se jugará en el terreno de juego del equipo llamado en segundo lugar.

### Ascensos y descensos
- Ascenderán a Liga EBA los equipos que establezcan las normativas de la FEB.

- Descenderán al Campeonato de Cataluña 1ª Categoría, los equipos clasificados en los puestos 14º. de los dos grupos de la fase previa, más los equipos perdedores de las eliminatorias del Playoff A), B), C), y D) del Playoff de permanencia.

## Equipos
Para la temporada 2019-2020, la Federación Catalana de Baloncesto se encargará de la organización de esta competición, que estará formada por dos grupos de 14 equipos cada uno, que serán los siguientes:
- Descendidos de la Liga EBA de la temporada 2018-2019, afiliados a la Federación Catalana.

- Clasificados los puestos 1º. al 9º. de cada uno de los grupos 01 y 02 de la Copa Cataluña de la Temporada 2018-2019.

- Ganadores de las eliminatorias A), B), C) y D) de la Fase de Permanencia de la temporada 2018-2019 de esa misma competición.
- Clasificados en Primer y Segundo lugares del Campeonato de Cataluña Masculino de Primera Categoría, de la Temporada 2018-19.
- Las vacantes que puedan producirse se completarán siguiendo el orden de clasificación del Campeonato de Cataluña Masculino de Primera Categoría de la Temporada 2018-19.

### Equipos y ciudades
| Grupo 1                      | Grupo 1                  | Grupo 1                                 |                            | Grupo 2                 | Grupo 2                        | Grupo 2 |
| Equipo                       | Ciudad                   | Pabellón                                | Equipo                     | Ciudad                  | Pabellón                       |         |
| ---------------------------- | ------------------------ | --------------------------------------- | -------------------------- | ----------------------- | ------------------------------ | ------- |
| Sant Gervasi                 | Mollet del Vallés        | Escola Sant Gervasi                     | Reus Ploms Salle A         | Reus                    | Pavelló Joan Sirolla           |         |
| CB Santa Coloma              | Santa Coloma de Gramanet | Pavelló Joan del Moral                  | A.E.S.E.                   | Hospitalet de Llobregat | Poliesportiu Santa Eulalia     |         |
| COALCI - CB Sant Josep       | Badalona                 | CP Sant Josep Badalona                  | CB Cerdanyola al Dia       | Sardañola del Vallés    | Parc Esportiu Guiera           |         |
| CB Granollers 1 - Blockchain | Granollers               | Pavelló CB Granollers                   | BasquetPiaSabadell         | Sabadell                | Escola Pia Sabadell            |         |
| Ripotrans Lliçà d'Amunt      | Lliçà d'Amunt            | Pavelló d'Esports Lliçà d'Amunt         | CB Artés                   | Artés                   | Pavelló Esportiu d'Artés       |         |
| UE Montgat - NGK             | Montgat                  | Poliesportiu Municipal Sílvia Domínguez | CB Navàs Viscola           | Navás                   | Pavelló Municipal de Navàs     |         |
| CEB Girona Metalquimia       | Gerona                   | Pavelló Ramon Sitja                     | CB Alpicat                 | Alpicat                 | Pavelló Antoni Roure d'Alpicat |         |
| Círcol Cotonifici Badalona   | Badalona                 | Pavelló La Plana                        | CB Castellbisbal A         | Castellbisbal           | Pavelló Municipal l'Illa       |         |
| Lluïsos de Gràcia            | Barcelona                | Pavelló Josep Comellas                  | CB Castellar               | Castellar del Vallès    | Nou Pavelló Zona Puigverd      |         |
| CB Salt                      | Salt                     | Pavelló Municipal d'esports de Salt     | Galval Motor - CB Ripollet | Ripollet                | Nou Pavelló Francesc Barneda   |         |
| Recanvis Gaudí CB Mollet B   | Mollet del Valles        | Pavelló Plana Lledo                     | Seintosoft CN Tarrega      | Tárrega                 | Pavelló CN Tàrrega Nou         |         |
| Sol Gironès Bisbal Bàsquet   | La Bisbal del Ampurdán   | Pabellón de La Bisbal del Ampurdán      | Centre Catòlic l'H A       | Hospitalet de Llobregat | Nou Pavelló del Centre         |         |
| Vive - El Masnou Basquetbol  | El Masnou                | Poliesportiu Municipal del Masnou       | Basket Almeda              | Cornellá de Llobregat   | Pavelló Almeda                 |         |
| UE Horta                     | Barcelona                | U.E. Horta                              | UE Sant Cugat Negre        | Sant Cugat del Vallés   | Pavelló Sant Cugat             |         |

## Fase previa

### Grupo 01
| | Equipo                                       | J  | G  | P  | NP | PF   | PC   | DP   | Puntos |
| --- | -------------------------------------------- | -- | -- | -- | -- | ---- | ---- | ---- | ------ |
| 1 | CB Granollers 1 - Blockchain BCN-AP          | 20 | 15 | 5  | 0  | 1343 | 1261 | 82   | 35     |
| 2 | Ripotrans Lliçà d'Amunt                      | 20 | 14 | 6  | 0  | 1429 | 1305 | 124  | 34     |
| 3 | Vive - El Masnou Basquetbol                  | 20 | 13 | 7  | 0  | 1487 | 1377 | 110  | 33     |
| 4 | UE Horta                                     | 20 | 11 | 9  | 0  | 1347 | 1333 | 14   | 31     |
| 5 | Lluïsos de Gràcia A - Verdi Subministraments | 19 | 12 | 7  | 0  | 1219 | 1190 | 29   | 31     |
| 6 | Recanvis Gaudí CB Mollet B                   | 19 | 11 | 8  | 0  | 1401 | 1374 | 27   | 30     |
| 7 | CEB Girona Metalquimia                       | 19 | 11 | 8  | 0  | 1356 | 1268 | 88   | 30     |
| 8 | UE Montgat - NGK                             | 20 | 10 | 10 | 0  | 1438 | 1360 | 78   | 30     |
| 9 | Sol Gironès Bisbal Bàsquet                   | 19 | 10 | 9  | 0  | 1281 | 1311 | -30  | 29     |
| 10 | COALCI - CB Sant Josep                       | 20 | 8  | 12 | 0  | 1396 | 1434 | -38  | 28     |
| 11 | Sant Gervasi                                 | 19 | 8  | 11 | 0  | 1432 | 1450 | -18  | 27     |
| 12 | CB Santa Coloma A                            | 20 | 5  | 15 | 0  | 1371 | 1474 | -103 | 25     |
| 13 | Multicapacitats CB Salt A                    | 20 | 4  | 16 | 0  | 1336 | 1558 | -222 | 24     |
| 14 | Círcol Cotonifici Badalona                   | 19 | 5  | 14 | 0  | 1289 | 1430 | -141 | 24     |
| Fuente: Federació Catalana de Basquetbol: Clasificación de la Copa Catalunya - Grupo 01; actualización automática |                                              |    |    |    |    |      |      |      |        |

### Grupo 02
| | Equipo                                         | J  | G  | P  | NP | PF   | PC   | DP   | Puntos |
| --- | ---------------------------------------------- | -- | -- | -- | -- | ---- | ---- | ---- | ------ |
| 1 | CB Artés                                       | 20 | 16 | 4  | 0  | 1502 | 1296 | 206  | 36     |
| 2 | Galval Motor - CB Ripollet                     | 20 | 14 | 6  | 0  | 1618 | 1505 | 113  | 34     |
| 3 | UE Sant Cugat Negre                            | 20 | 12 | 8  | 0  | 1418 | 1322 | 96   | 32     |
| 4 | Invernandez Almeda                             | 20 | 12 | 8  | 0  | 1401 | 1361 | 40   | 32     |
| 5 | CB Cerdanyola al Dia A                         | 20 | 11 | 9  | 0  | 1396 | 1359 | 37   | 31     |
| 6 | CB Navàs Viscola                               | 20 | 11 | 9  | 0  | 1334 | 1294 | 40   | 31     |
| 7 | Centre Catòlic L'Hospitalet A                  | 20 | 11 | 9  | 0  | 1322 | 1306 | 16   | 31     |
| 8 | C. B. Castellbisbal A                          | 20 | 9  | 11 | 0  | 1403 | 1391 | 12   | 29     |
| 9 | AE Santa Eulàlia A                             | 20 | 9  | 11 | 0  | 1260 | 1268 | -8   | 29     |
| 10 | CB Alpicat                                     | 20 | 9  | 11 | 0  | 1401 | 1442 | -41  | 29     |
| 11 | BASQUETPIASABADELL - M3E2 ENGINYERIA HIGIÈNICA | 20 | 8  | 12 | 0  | 1442 | 1449 | -7   | 28     |
| 12 | C. B. Castellar                                | 20 | 8  | 12 | 0  | 1324 | 1450 | -126 | 28     |
| 13 | Seintosoft CN Tarrega                          | 20 | 6  | 14 | 0  | 1293 | 1484 | -191 | 26     |
| 14 | Reus Ploms Salle A                             | 20 | 4  | 16 | 0  | 1273 | 1460 | -187 | 24     |
| Fuente: Federació Catalana de Basquetbol: Clasificación de la Copa Catalunya - Grupo 02; actualización automática |                                                |    |    |    |    |      |      |      |        |

## Playoff de permanencia
Los primeros partidos se jugarán el 17 de mayo de 2020, los segundos partidos el 24 de mayo de 2020 y los terceros partidos, si son necesarios, el 31 de mayo de 2020.
| Equipo 1     | Series | Equipo 2     | 1.er partido | 2.º partido | 3.er partido |
| ------------ | ------ | ------------ | ------------ | ----------- | ------------ |
| 10º Grupo 01 | A      | 13º Grupo 02 | 17 mayo      | 24 mayo     | 31 mayo      |
| 11º Grupo 01 | B      | 12º Grupo 02 | 17 mayo      | 24 mayo     | 31 mayo      |
| 11º Grupo 02 | C      | 12º Grupo 01 | 17 mayo      | 24 mayo     | 31 mayo      |
| 10º Grupo 02 | D      | 13º Grupo 01 | 17 mayo      | 24 mayo     | 31 mayo      |

## Fase final

### Eliminatoria previa
Se jugará la ida el día 17 de mayo de 2020 y la vuelta el día 24 de mayo de 2020.
| Equipo 1    | Agr. | Equipo 2    | Ida     | Vuelta  |
| ----------- | ---- | ----------- | ------- | ------- |
| Por definir | A    | Por definir | 17 mayo | 24 mayo |
| Por definir | B    | Por definir | 17 mayo | 24 mayo |
| Por definir | C    | Por definir | 17 mayo | 24 mayo |
| Por definir | D    | Por definir | 17 mayo | 24 mayo |

### Final a Cuatro
Se jugarán todos los partidos en una misma sede, a definir por la Federación Catalana de Baloncesto, siendo las semifinales el día 30 de mayo de 2020 y la final y tercer lugar el día 31 de mayo de 2020.

|  | Semifinales    | Semifinales    |  |                | Final          | Final |  |
|  |                |                |  |                |                |       |  |
|  |                |                |  |                |                |       |  |
|  | 30 de mayo (E) |                |  |                |                |       |  |
|  | Ganador B      |                |  |                |                |       |  |
|  | Ganador D      |                |  |                |                |       |  |
|  |                |                |  |                |                |       |  |
|  |                |                |  |                | 31 de mayo (H) |       |  |
|  |                |                |  |                | Ganador E      |       |  |
|  |                | Ganador F      |  |                |                |       |  |
|  |                |                |  |                |                |       |  |
|  |                |                |  |                |                |       |  |
|  |                |                |  |                | Tercer lugar   |       |  |
|  | 30 de mayo (F) | 30 de mayo (F) |  | 31 de mayo (G) | 31 de mayo (G) |       |  |
|  | Ganador C      |                |  | Perdedor E     |                |       |  |
|  | Ganador A      |                |  |                | Perdedor F     |       |  |

### Ascendidos aLiga EBA
| Bandera de ?        |
| Ganador Final       |
| Ascendido: 31/05/20 |